# Ammophila hungarica
Ammophila hungarica là một loài côn trùng cánh màng trong họ Sphecidae, thuộc chi Ammophila. Loài này được Mocs�ry miêu tả khoa học đầu tiên năm 1883.